# Uzed (Album)
Uzed ist das vierte Studioalbum der belgischen AvantProg-Band Univers Zéro. Es erschien im Jahr 1984 bei Cryonic Inc.

## Entstehung und Veröffentlichung
Für das Album wurde von Bandgründer und Komponist Daniel Denis wieder eine neue Besetzung zusammengestellt. Nur Dirk Descheemaeker war schon an der 1983er EP Crawling Wind beteiligt, außerdem kehrte mit Christian Genet ein weiteres Gründungsmitglied zurück. Michel Delory (Gitarre) und Marc Verbist (Geige) waren als Gastmusiker vertreten. Uzed wurde innerhalb von nur zwei Monaten in Brüssel aufgenommen, es erschien bei Cryonic Inc. zunächst auf LP, 1988 bei Cuneiform Records auch auf CD.

## Titelliste

### Seite 1
1. Présage – 9:48
2. L’étrange mixture du docteur Schwartz – 3:52
3. Célesta (For Chantal) – 6:55

### Seite 2
1. Parade – 6:37
2. Émanations – 15:43

## Stil
Mit dem Besetzungswechsel ging auch eine stilistische Entwicklung einher. Der kammermusikalische Progressive Rock der bisherigen Alben wurde nun durch mehr elektronische Instrumente ergänzt und wirkte dadurch härter. Der kompositorische Ansatz mit komplexen, abwechslungsreichen und düsteren Stücken wurde jedoch beibehalten.

## Rezeption
William Tilland von Allmusic bedauert die stilistische Entwicklung der Band und findet Uzed weniger spannend und eher unscheinbar. Achim Breiling von den Babyblauen Seiten lobt dagegen besonders das Cello- und Schlagzeugspiel und bezeichnet das Album als „eine der abwechslungsreichsten und interessantesten Scheiben, die UZ gemacht haben“. Das eclipsed-Magazin nahm Uzed in seine Liste der 150 wichtigsten Prog-Alben auf.